# Użranki
Użranki [pronunciación en polaco: /uˈʐranki/] es una aldea en el distrito administrativo de Gmina Mrągowo, dentro del condado de Mrągowo, voivodato de Varmia y Masuria, en el norte de Polonia.  Se encuentra aproximadamente 9 kilómetros al este de Mrągowo y 63 kilómetros al este de la capital regional Olsztyn.